# Chinesische Billie-Jean-King-Cup-Mannschaft
|                                                |
| Teilnahmen der Chinesischen Fed-Cup-Mannschaft |

Die chinesische Billie-Jean-King-Cup-Mannschaft ist die Tennisnationalmannschaft von China, die im Billie Jean King Cup eingesetzt wird. Der Billie Jean King Cup (bis 1995 Federation Cup, 1996 bis 2020 Fed Cup) ist der wichtigste Wettbewerb für Nationalmannschaften im Damentennis, analog dem Davis Cup bei den Herren.

## Geschichte
1981 nahm China erstmals am Billie Jean King Cup teil. Der größte Erfolg des Teams war der Einzug ins Halbfinale im Jahr 2008.

## Teamchefs
- Fu Zhong, 2012
- Ling Lu, 2012

## Spielerinnen der Mannschaft (unvollständig)
| Spielerinnen  | Einsätze | Einsätze | Einsätze   |
| Spielerinnen  | erster   | letzter  | Bilanz S/N |
| ------------- | -------- | -------- | ---------- |
| Duan Yingying | 2017     | 2017     | 0:1        |
| Han Xinyun    | 2010     | 2010     | 2:1        |
| Li Na         | 1999     | 2012     | 35:10      |
| Liang Chen    | 2012     | 2016     | 3:2        |
| Liu Fangzhou  | 2014     | 2014     | 1:3        |
| Liu Wanting   | 2012     | 2012     | 0:1        |
| Lu Jingjing   | 2010     | 2011     | 3:4        |
| Peng Shuai    | 2001     | 2015     | 14:8       |
| Tian Ran      | 2011     | 2011     | 0:3        |
| Wang Qiang    | 2012     | 2016     | 14:10      |
| Wang Yafan    | 2016     | 2018     | 8:2        |
| Yang Zhaoxuan | 2017     | 2018     | 5:2        |
| Zhang Kailin  | 2017     | 2017     | 4:1        |
| Zhang Shuai   | 2007     | 2015     | 6:8        |
| Zheng Saisai  | 2015     | 2016     | 4:4        |
| Zhou Yimiao   | 2010     | 2013     | 4:2        |
| Zhu Lin       | 2017     | 2018     | 3:3        |